# Bus rapid transit
Bus rapid transit, eller BRT-system og forkortet BRT eller BRTS, er et busbaseret kollektivtransportsystem, der er designet til at forbedre kapaciteten og pålideligheden i forhold til et konventionelt bussystem. Et ægte BRT-system har typisk et specialiseret design, services og infrastruktur, som giver en bedre kvalitet og er med til at undgå trafikale forsinkelser. Det beskrives sommetider som en "surface subway", målet med BRT er at kombinere kapacitet og hastighed fra letbane eller undergrundsbane med fleksibilitet, lavere omkostninger og enkelthed som i et bus-system.
For at kunne kaldes for BRT, skal busserne kunne køre en betydelig strækning af deres rute indenfor fuldt dedikerede busbaner, således at trængselsproblemer undgås. Endvidere for at kunne kaldes for et ægte BRT-system, så vil det kræve følgende elementer:
- Busprioritering i midten af vejen (for at undgå trængsel)
- Stationer med forudbetaling af billetter (for at undgå tidsspilde ved køb af biletter)
- Stationer i niveau med bussernes gulve/indgangsdøre (for at reducere tiden ved af- og påstigning)
- Busprioritering i vejkryds (for at undgå at busserne holder for rødt)

Det første BRT-system var Rede Integrada de Transporte ('Integrated Transportation Network') i Curitiba i Brasilien, som blev sat i drift i 1974. Dette inspirerede til mange lignende systemer i Brasilien og resten af verden, såsom TransMilenio i Bogotá i Colombia, som åbnede i 2000. Pr. november 2013 har mere end 166 byer BRT-systemer, hvilket til sammen giver 4.336 km BRT-baner. Det er beregnet at omkring 27 mio. passagerer på verdensplan dagligt bruger BRT, heraf 17 mio. i Latinamerika, som har flest systemer med i alt 55.
Pga. mange forskelle og særskilte specifikationer i de eksisterende BRT-systemer har Institute for Transportation and Development Policy i 2011 skabt en BRT Standard Technical Committee og i løbet af 2013 opsat nogle minimumsspecifikationer for, hvad der kræves for at det kan kaldes BRT. Desuden er etableret en BRT-standard til rangering af eksisterende systemer i enten guld, sølv eller bronze.

## Primære specifikationer
BRT-systemer inkluderer normalt følgende specifikationer:

### Særlige baner
Busbaner giver hurtigere rejsetid og der undgås forsinkelser forårsaget af trængselsproblemer. Separate vejrettigheder kan være tilstede fx via broer, gennem tunneller, gamle jernbane-ruter. Biltrafik kan også forbydes i nogle gader i byernes centre.

### Busveje
Der etableres særlige strækninger, hvor busserne kører i eget tracé, det kan være i midten af eksisterende veje eller på nyetablerede busveje, dermed undgås bil- og lastbiltrafik og parkeringsgener.

### Forudbetaling og forudbilletkøb
Forudbetaling og forudbilletkøb på stationer i stedet for i bussen, eliminerer bussernes ventetid ved betaling og billettering.

### Prioritering i vejkryds
Prioriteret trafik for busser, sikrer hurtigere fremkommelighed. Prioriteret bustrafik kan være i form af grønne bølger, således at busserne ikke skal holde for rødt. Det kan også være i form af særlige svingbaner til busser.

### Niveaufri på- og afstigning
Stationer etableres således at på- og afstigning kan foregå i samme niveau som bussernes gulve. Det giver en lettere og hurtigere på- og afstigning samtidig med, at det giver fuld adgang for kørestolsbrugere, barnevogne, gangbesværede, osv.